# Harald Hildetand
Harald Hildetand ("stridstand"), fornvästnordiska Haraldr hilditönn, är en mytologisk kung av Svitjod, Danmark, Norge och Venders land. 
Han var son till Hrörek av Lejre av Sköldungaätten och Ivar Vidfamnes dotter Aud Djupaudga. Enligt andra källor (Sögubrot och Hyndlas sång) var han son till Radbard av Gårdarike. Han ska ha vuxit upp i Gårdarike. Efter att hans morfar dött återvände han till Skåne, varifrån han erövrade Svitjod, Danmark, Norge och norra Tyskland. Han uppges ha residerat på borgen  Beritzholm intill nuvarande Bjärsjölagårds slott. Hans bror Randver fick Northumbria som rike. När han var gammal gjorde han sin halvbror Randvers son Sigurd Ring till lydkonung över Svitjod.
När Harald insåg att han var till åren gången, 150 år gammal, och inte ville dö sotdöden, utmanade han Sigurd Ring till sammandrabbning i det legendariska slaget vid Bråvalla. 
Källorna om Harald Hildetand är Saxo Grammaticus Gesta Danorum och några isländska sagor, främst Hervararsagan.